# BBC Four
BBC Four es un canal de televisión británico en abierto, perteneciente a la radiodifusora pública BBC. Está especializado en programación cultural y minoritaria.
Comenzó sus emisiones el 2 de marzo de 2002 como un canal exclusivo de la televisión digital terrestre, tomando la frecuencia anteriormente ocupada por BBC Knowledge. Entre sus objetivos debe difundir obras culturales, musicales y artísticas al público general, por lo que su programación se ha convertido en una alternativa a la oferta generalista.

## Historia
En 2001 la BBC anunció la creación de dos nuevos canales de televisión digital terrestre en abierto que complementarían la oferta de BBC One y BBC Two: el tercer canal BBC Three (orientado al público joven) y el cuarto canal BBC Four (enfocado a la cultura), tomando las frecuencias de BBC Choice y BBC Knowledge respectivamente.
BBC Four comenzó sus emisiones el 2 de marzo de 2002 a las 19:00, compartiendo frecuencia con el canal preescolar CBeebies. El cuarto canal se puso en marcha antes que BBC Three, con un amplio porcentaje de contenido original y producciones europeas. Algunos de sus espacios ya se ofrecían en la franja nocturna de BBC Two y ganaron protagonismo con el cambio.
El canal se especializó en programación cultural alternativa, con especial protagonismo de los documentales, de los ciclos de cine clásico y de series extranjeras aclamadas por la crítica, tales como Curb Your Enthusiasm, The Killing, Borgen y Engrenages. Los programas con más audiencia del canal han sido The Jeremy Thorpe Scandal (un documental sobre el fin de la carrera política de Jeremy Thorpe), el telefilm Hattie (basado en la vida de Hattie Jacques) y la serie nórdica The Bridge.
Desde 2013, BBC Two y BBC Four comparten la misma dirección general. Mientras BBC Two ha asumido una oferta generalista de marcado tono cultural, BBC Four se ha especializado en formatos minoritarios y, poco después del cierre de BBC Three, se ha convertido también en una ventana alternativa para eventos en directo.
En 2020 el Consejo de la BBC confirmó que estudiaba recuperar BBC Three como canal de televisión sobre la frecuencia de BBC Four. El 1 de febrero de 2022, BBC Three retomó sus emisiones en abierto.